# Zacua

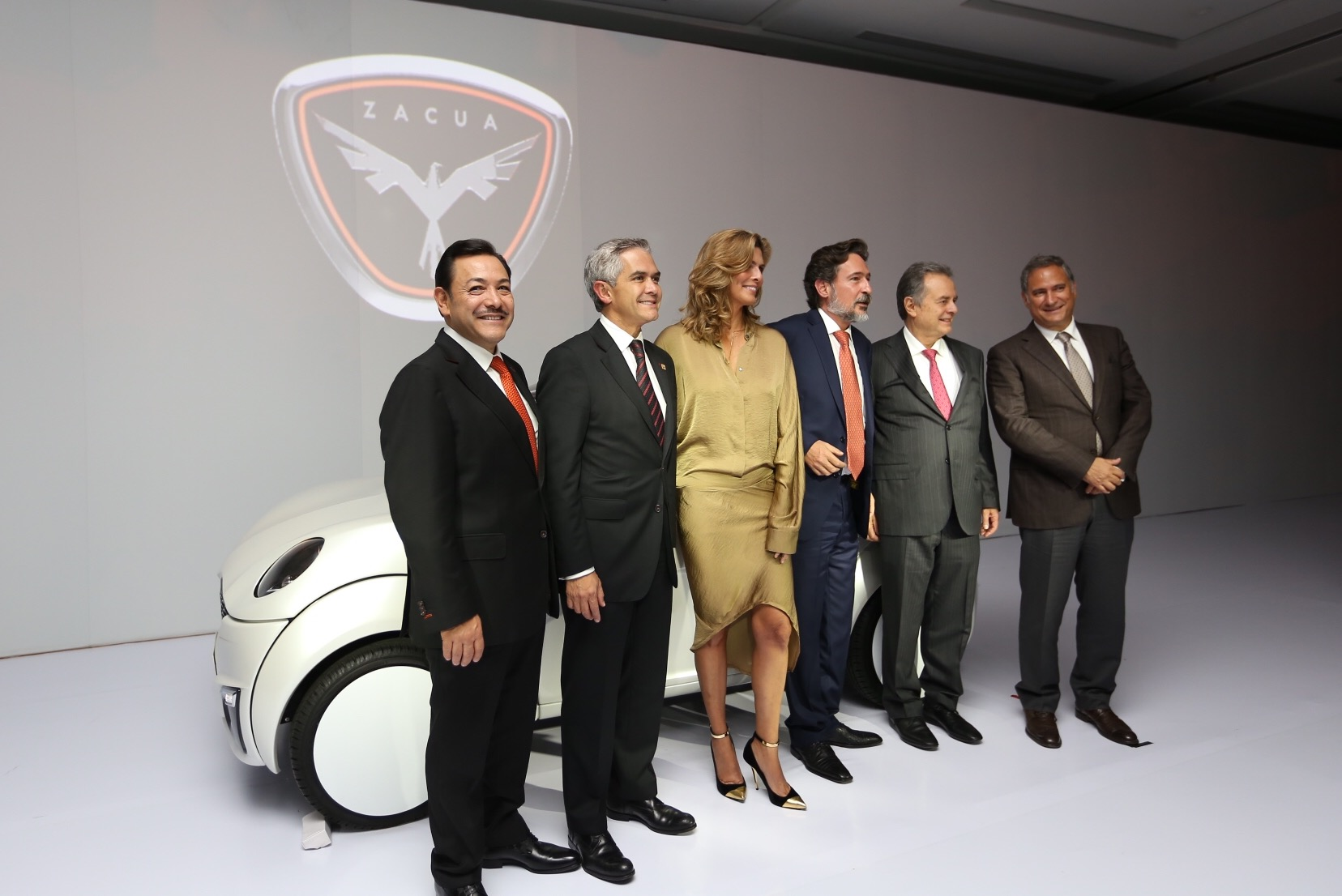
premiera marki Zacua

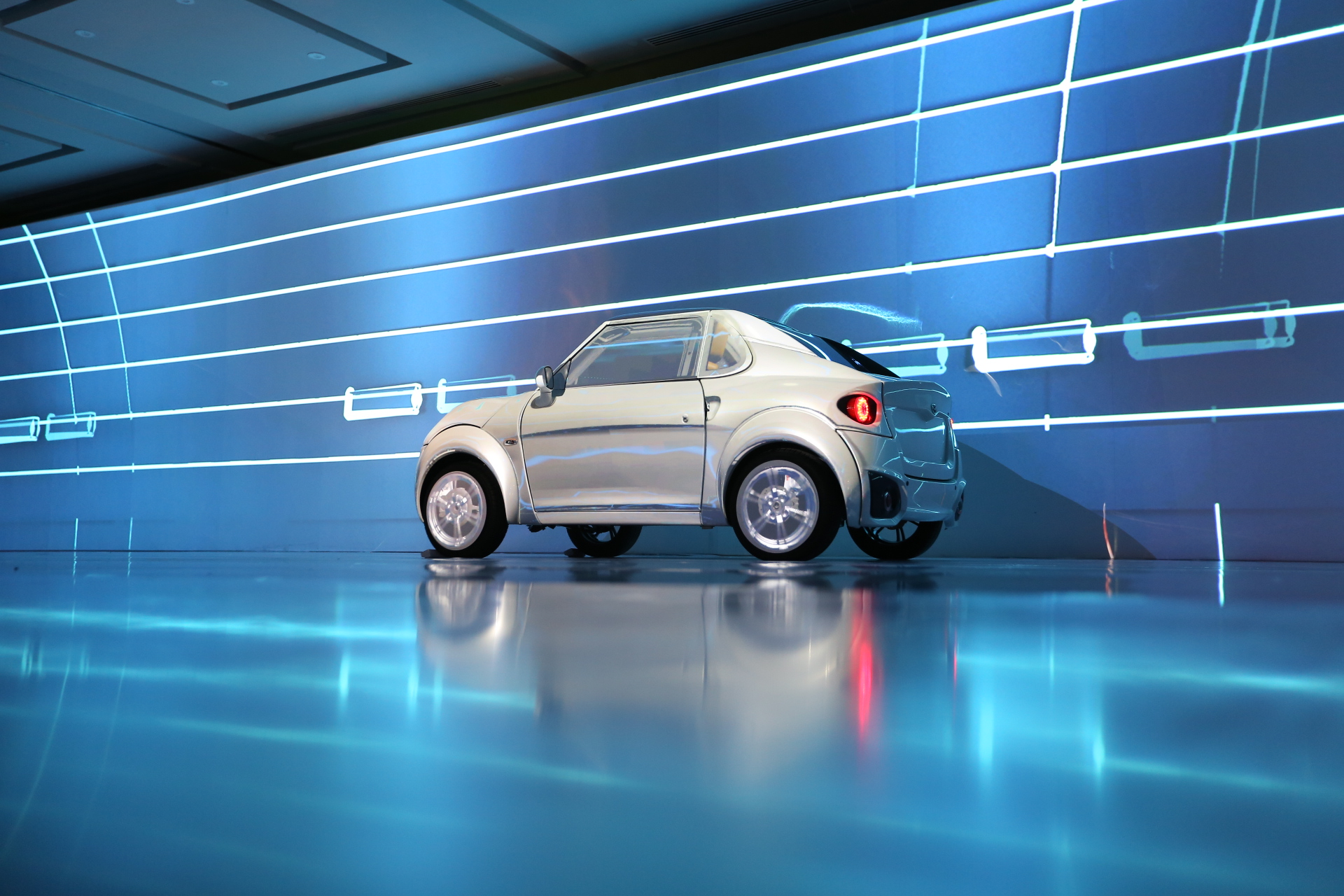
Zacua MX2

Zacua México – meksykański producent elektrycznych mikrosamochodów z siedzibą w Meksyku, działający od 2017 roku.

## Historia

### Początki
Przedsiębiorstwo Zacua założone zostało w lipcu 2017 roku w stołecznej metropolii Meksyk, będąc pierwszym w historii tutejszego przemysłu motoryzacyjnego podmiotem obierającym sobie za cel wprowadzenie do produkcji i sprzedaży meksykańskiego samochodu elektrycznego. W tym celu nawiązano współpracę z francuskim Chatenet Automobiles, które użyczyło swój spalinowy mikrosamochód Chatenet CH30 do opracowania jego bliźniaczego, meksykańskiego odpowiednika różniącego się opracowanym od podstaw zupełnie nowym układem napędowym.

### Produkcja
W ten sposób powstały modele Zacua MX3 wraz z wariantem coupe MX2, za których elektryczny układ napędowy odpowiedzialny było hiszpańskie przedsiębiorstwo Dynamik Technological Alliance. Akumulatory dostarczone zostały z kolei przez chińskiego partnera, produkcję uruchamiając w 2019 roku w meksykańskim Puebla z myślą o lokalnym, intensywnie rozwijającym się rynku niewielkich, tanich samochodów elektrycznych. Rodzina elektrycznych mikrosamochodów oferowana jest wyłącznie na rodzimym rynku meksykańskim, gdzie stanowi konkurencję dla znanego z rynków globalnych Renault Twizy. Producent szczyci się, że większość komponentów zarówno nadwozia, jak i układu napędowego, są wytwarzane od podstaw w Meksyku.

## Modele samochodów

### Obecnie produkowane
- MX2
- MX3